# Oia (Griekenland)
Oia (Grieks: Οία) is een klein stadje en voormalige gemeente op het Griekse eiland Thera (Santorini), een van de Cycladen. Het stadje ligt aan de noordwestelijke kant van het eiland Santorini en is tegen de helling van de vulkaanrand opgebouwd op 70 tot 100 meter boven de zeespiegel. De huizen zijn deels in de rotsen uitgehakt.
Het is een fotogeniek stadje met voor de cycladen typerende witte huisjes met platte daken om regenwater op te vangen en blauwe raamkozijnen en kerken met blauwe koepels. Het dorp kent smalle stegen en een plein. Het indrukwekkend uitzicht over zee en de zonsondergang. Verder zijn er een kasteelruïne, een windmolen en een maritiem museum te vinden. Beneden aan het water ligt een klein dorp genaamd Ammoudiou met een haven. Ammoudiou en Oia zijn via een trap met elkaar verbonden.
Oia stond vroeger bekend als Apano Meria (Απάνω Μεριά of Επάνω Μεριά) en tegenwoordig wordt de naam Pano Meria nog lokaal gebruikt. Bovendien worden de inwoners Apanomerites  (Απανωμερίτες) genoemd. In de tijd van de oude Grieken was Oia een van de twee havens van het oude Thera en lag het in het zuidoosten van het eiland, waar nu het dorp Kamari ligt.
Het stadje beleefde zijn tijd van voorspoed tijdens de late negentiende en de vroege twintigste eeuw. De economische voorspoed was het gevolg van de handelsvloot, die handel dreef in de oostelijke Middellandse Zee, in het bijzonder van Alexandrië naar Rusland. De kapiteinshuizen op het hogergelegen deel van Oia herinneren aan deze periode van welvaart. Ook werd toen op het eiland wijn geproduceerd die via de vloot verhandeld werd. Oia kon na verloop van tijd de concurrentie met Piraeus niet meer aan en de economie raakte in het slob. Een deel van het stadje is verwoest door een aardbeving in 1956. Hierna trokken veel inwoners weg. In de jaren zeventig kwam een groot restauratieprogramma op gang en heeft Oia zich ontwikkeld tot een belangrijke toeristische locatie.
Oia ligt in de bestuurlijke regio van de Zuid-Egeïsche Eilanden. Het is als zelfstandige bestuurlijke eenheid sinds 2011 opgegaan in de fusiegemeente Thira. De voormalige gemeente besloeg het hele eiland Thirasia en het uiterste noordwesten van het eiland Thera. Bij de census van 2001 bedroeg het inwoneraantal 3.376 en met een oppervlakte van 19,4 km² had Oia een bevolkingsdichtheid van 174 inwoners per vierkante kilometer.
De film Summer Lovers uit 1982 speelt zich af in Oia. Daarnaast spelen verschillende scènes uit The Sisterhood of the Traveling Pants uit 2005 en het vervolg hierop zich in het dorp af.

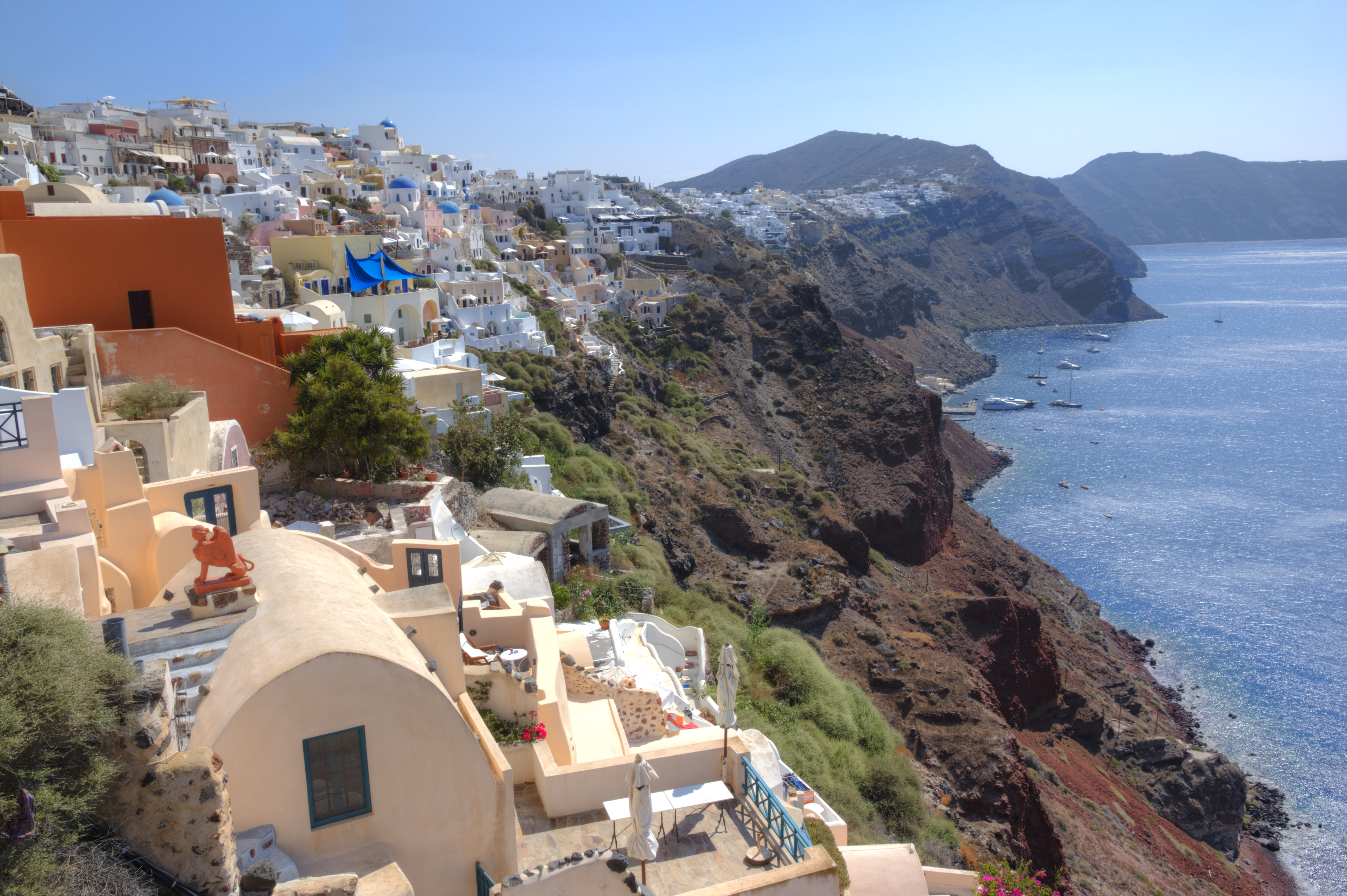
Uitzicht over Oia
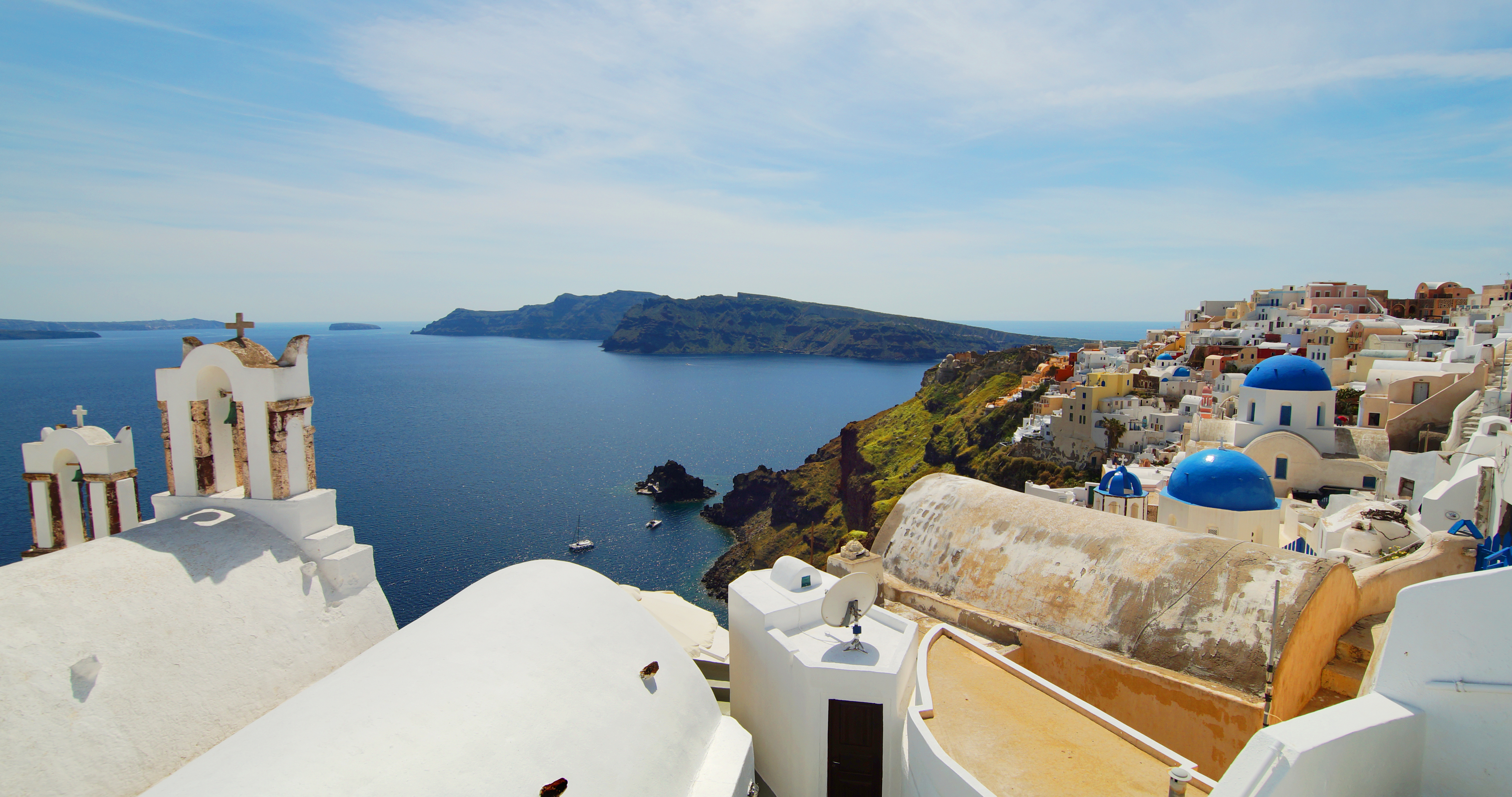
Uitzicht over de krater
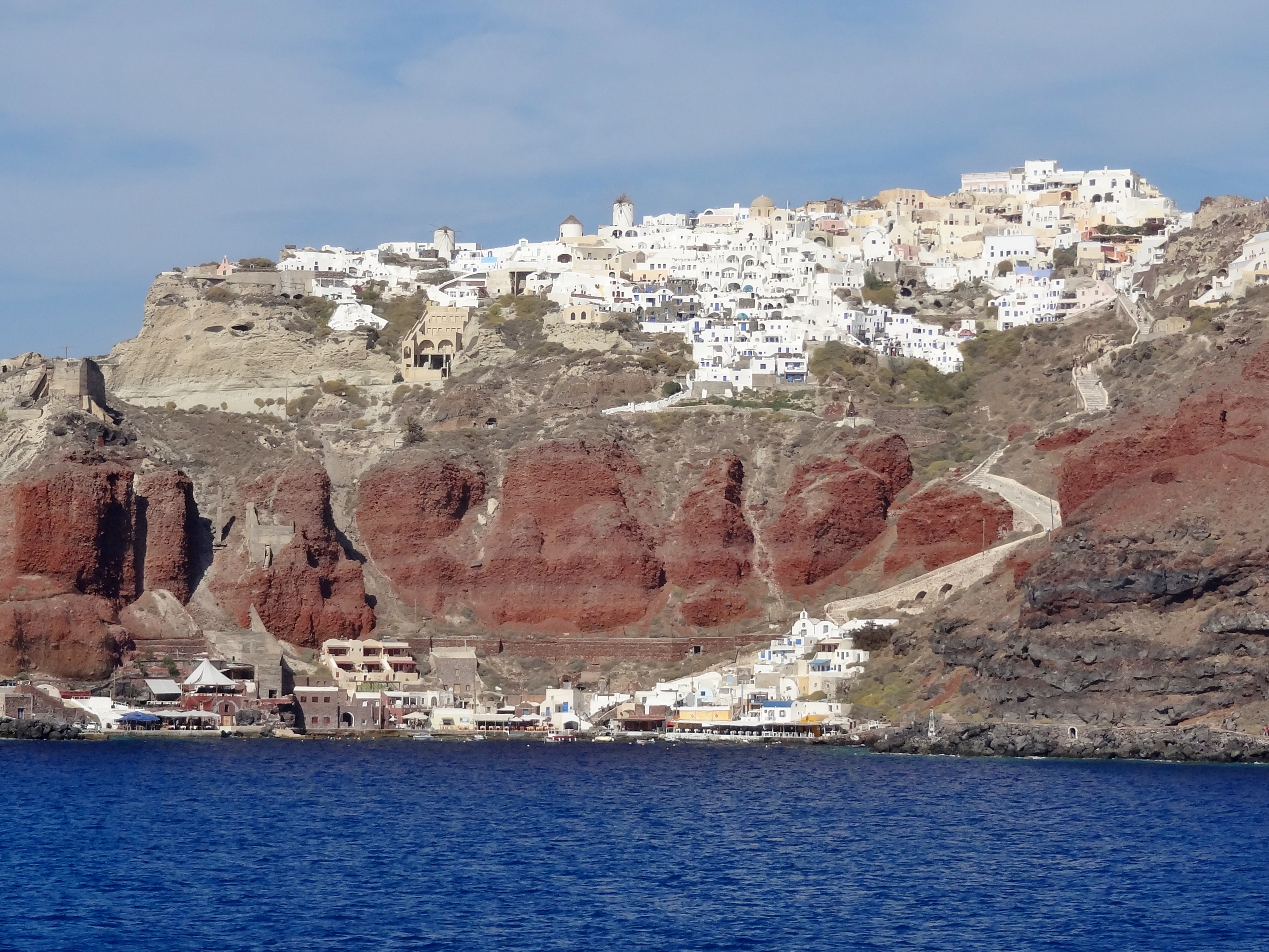
Oia met daaronder de haven van Ammoudiou. Rechts is de trap naar boven zichtbaar
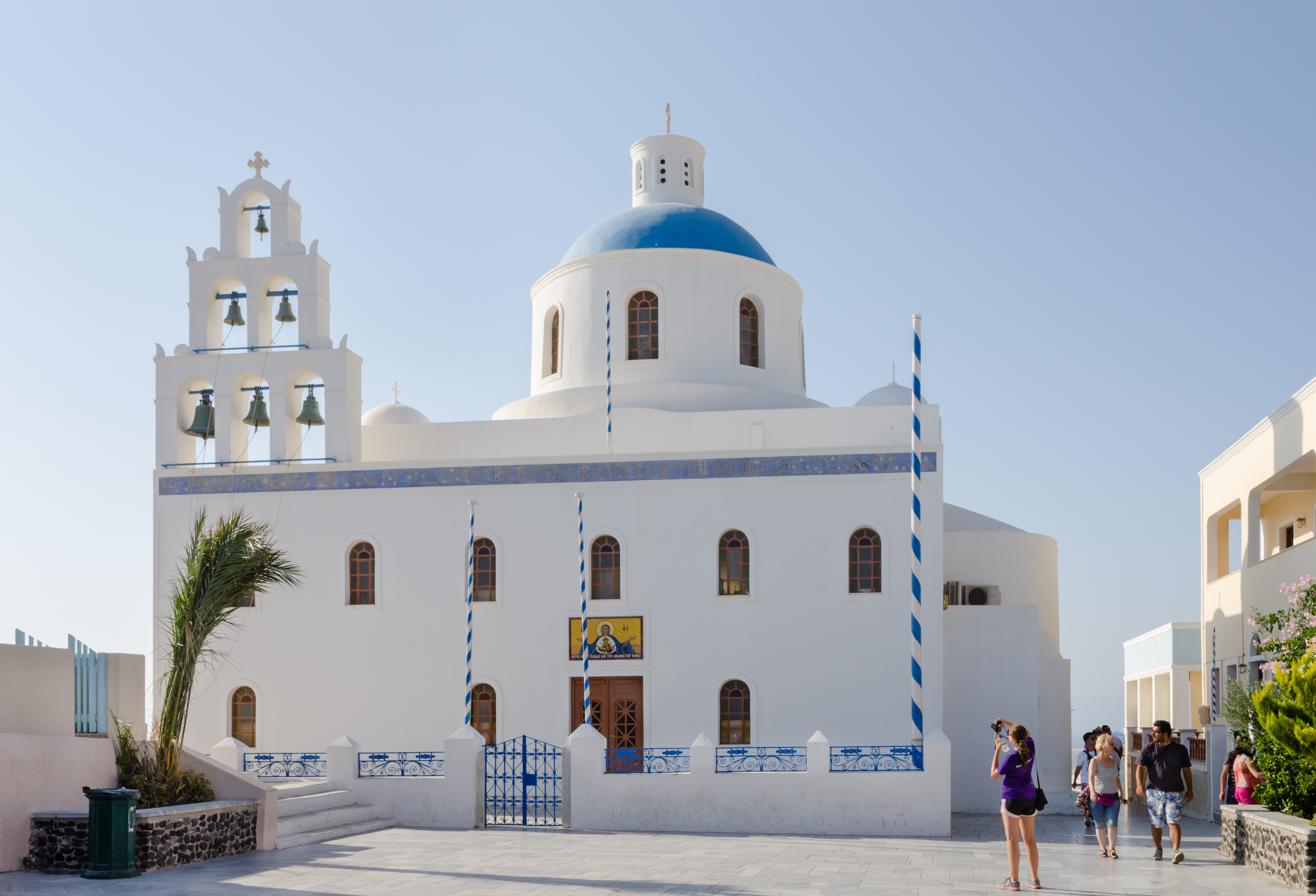
Kerk in Oia
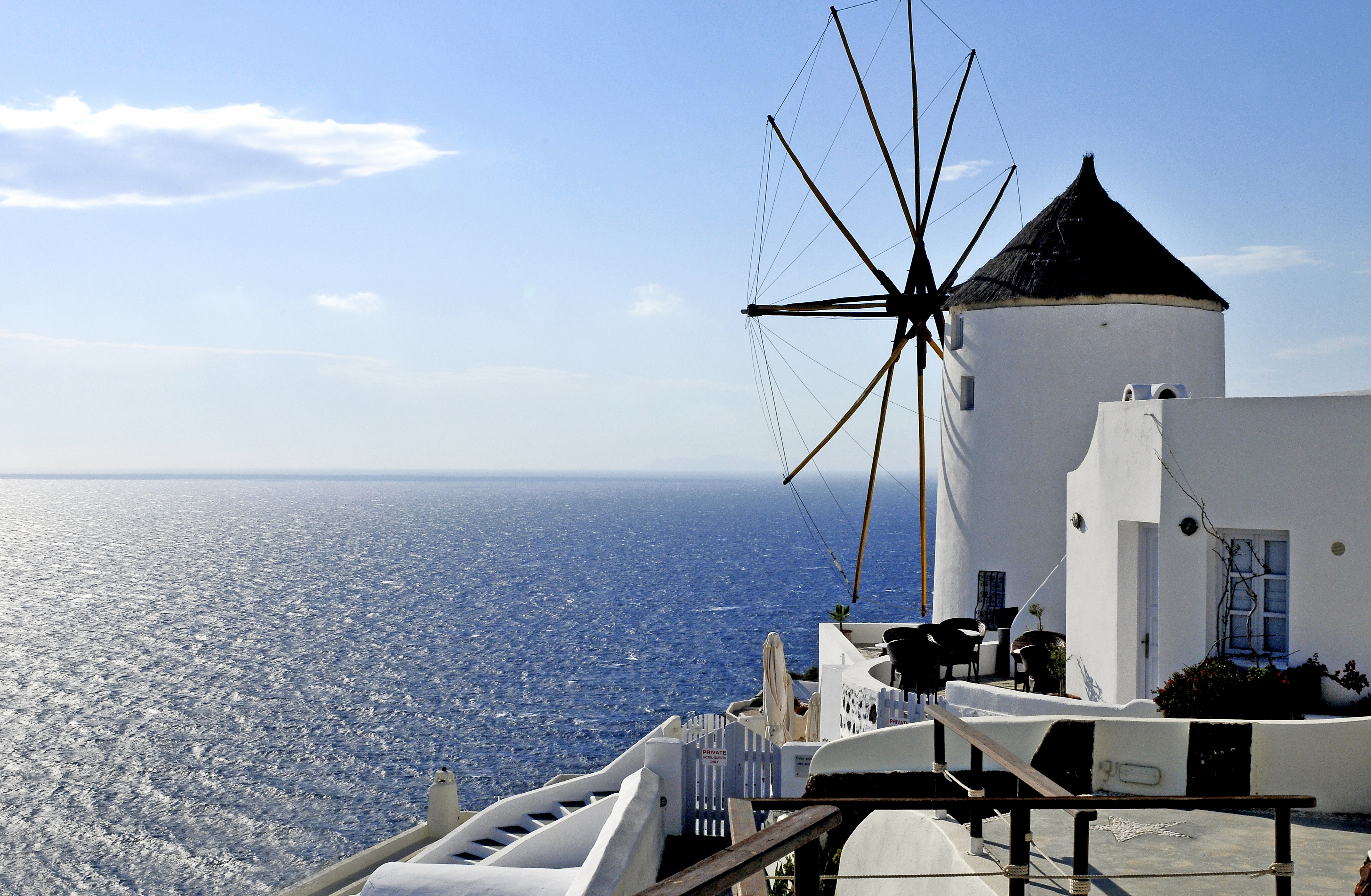
Een molen
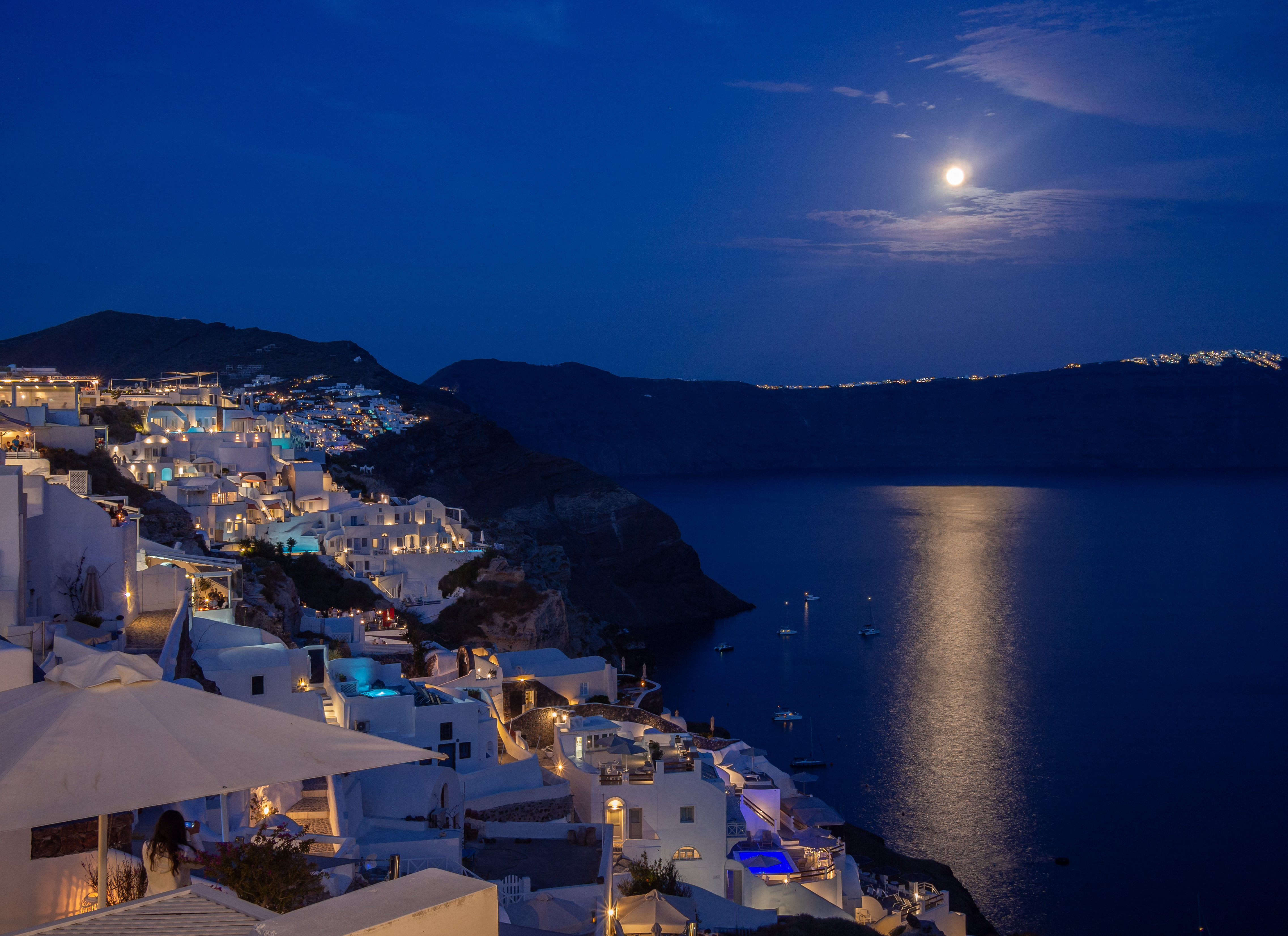
Oia bij nacht